# Martin Niemöller
Emil Gustav Friedrich Martin Niemöller (Lippstadt, 14 gennaio 1892 – Wiesbaden, 6 marzo 1984) è stato un teologo e pastore protestante tedesco, oppositore del nazismo.

## Biografia
Comandante di U-Boot nella prima guerra mondiale e decorato con Croce di Ferro, in principio manifestò un attivismo politico favorevole al Partito Nazista. Nel 1934 Niemöller cominciò a opporsi al nazismo, ma grazie alle amicizie e ai rapporti con uomini d'affari ricchi e influenti rimase indenne dalle conseguenze di questo suo nuovo atteggiamento fino al 1937, anno in cui fu arrestato dalla Gestapo su ordine diretto di Adolf Hitler, infuriato per un suo sermone.
Rimase per otto anni prigioniero in vari campi di concentramento nazisti, tra cui il campo Sachsenhausen e quello di Dachau. Fece parte degli Ostaggi delle SS in Alto Adige, ostaggi che furono trasportati a Villabassa in Val Pusteria, dove il 4 maggio 1945 vennero liberati dagli Alleati. Sopravvisse per diventare il portavoce della piena riconciliazione della popolazione tedesca dopo la seconda guerra mondiale.
È famoso per la poesia, a lui attribuita, Prima vennero... sul pericolo dell'apatia di fronte ai primi passi dei regimi totalitari. La poesia è oggetto di molte citazioni, anche se la sua origine è incerta e non vi è accordo sulle esatte parole e spesso, per errore, ne viene citato quale autore Bertolt Brecht.